# 清源軍
清源军（949年12月或950年1月—978年6月3日），964年后称平海军，是中國五代十国时期的割据政权（名义上为南唐和北宋的藩镇），其疆域包括现今的閩南和莆田，首府泉州。清源軍由原閩國將領留從效建立，前後歷經4位節度使或留后的統治。

## 歷史

### 诞生
945年（闽天德三年，南唐保大三年，后晋开运二年），南唐灭闽国，闽地三分，建州、汀州为南唐所得，福州为李仁达割据（947年并入吴越），而泉州、漳州虽名义上向南唐臣服，但实际保持自治。946年（南唐保大四年，后晋开运三年）四月，割据福州的李仁达派遣其弟李弘通领兵1万攻打泉州；五月，泉州都指挥使留從效趁机罷黜泉州刺史、原闽国宗室王繼勳，自称漳泉二州留后，并率军大败李弘通。留从效的政变得到南唐认可，南唐封留從效為福建团练使、泉州刺史，此后，南唐向漳、泉二州派驻戍兵。同年十月，南唐漳州守将林赞尧发动叛乱，杀死监军使周承义。剑州刺史陈诲与留从效发兵把林赞尧驱逐出漳州，以泉州裨将董思安权知漳州。随后，南唐任命董思安為漳州刺史，因董思安的父亲名叫董章，为避讳而改漳州为南州。947年（南唐保大五年，后晋开运四年）三月，在南唐征讨福州李仁达惨败后，留从效趁机驱逐南唐戍兵，控制泉州和原福州所辖德化县、尤溪县常平、进城二乡；南唐无力征讨留从效，还在同年十二月加封留从效为检校太傅。南唐保大七年（后汉乾祐二年）十二月（949年12月23日—950年1月20日），南州刺史董思安遭留從效的兄長、南州副使留從願毒殺，留從願自任南州刺史，南唐遂設立清源軍，封留從效為清源军节度使、泉漳等州观察使；德化县划归泉州，尤溪县常平、进城二乡划归德化县。南唐累授留从效同平章事兼侍中、中书令，封鄂国公、晋江王。

### 留从效时期

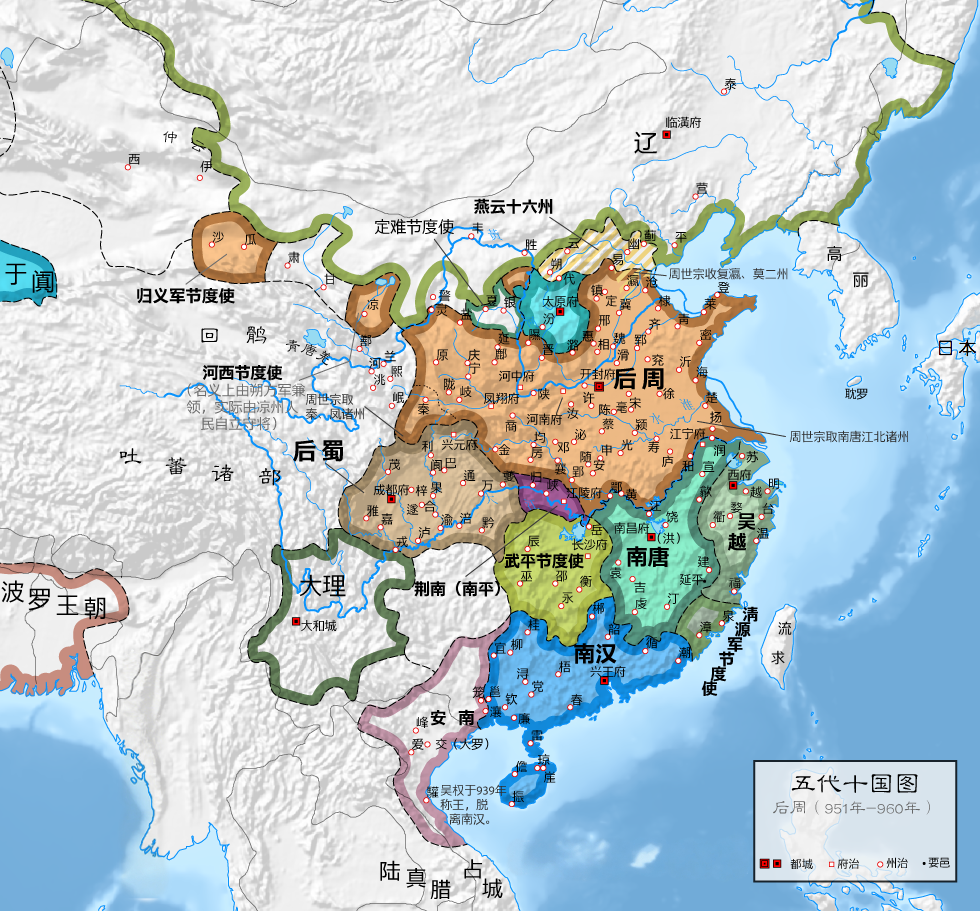
五代十国后期形势图

留从效出身寒微，了解民间疾苦，掌权后非常节俭，大力发展生产和海外贸易。留从效常说自己本是贫贱之人，不可忘本；民众都非常爱戴他，境内安定太平。留从效还很注意争取闽国旧贵族的支持。闽国奠基者王潮死后葬于泉州盘龙山（今属惠安县），留从效在山麓建立寂光寺，用来祭祀他，并将寂光寺与留从效在泉州城建立的光教寺作为士子聚学的场所。闽天德帝王延政有两个已出嫁的女儿生活在境内，留从效很恭敬地对待她们，给她们的资助非常丰厚。
958年（南唐中兴元年、交泰元年，后周显德五年），南唐尽失江北之地，并向后周称臣。留从效先派遣衙将蔡仲赟（958年）向后周请求归附，又派遣别驾黄禹锡（959年）向后周进贡，后周世宗郭荣考虑到清源军一直是南唐的藩属，而南唐刚割地给后周，有所不便，不同意将清源军纳为藩属。960年（后周显德七年，北宋建隆元年），北宋取代后周，留从效向北宋上表称藩，得到接纳。961年（北宋建隆二年）二月，南唐元宗李璟迁都南昌，留从效非常害怕，认为南唐准备讨伐他，于是派遣侄子留绍𫓹向南唐进贡，又派遣使者借道吴越向北宋进贡。

### 内乱

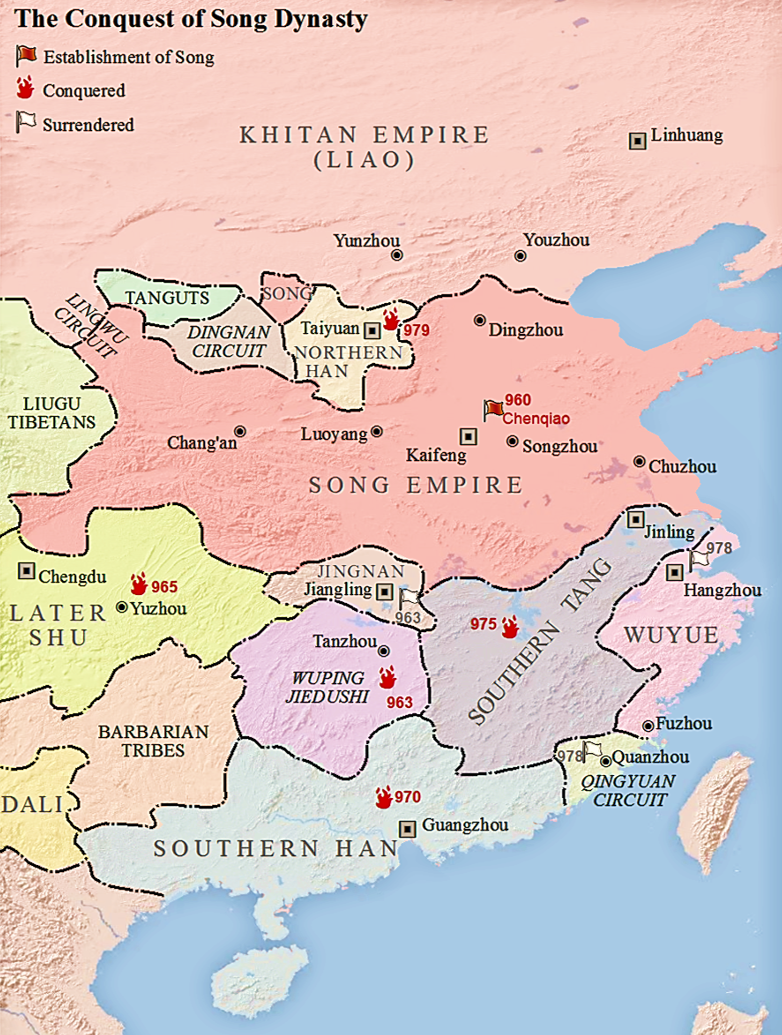
北宋初期形势图

962年（北宋建隆三年）七月，留从效去世。留从效的侄子留绍镃担任留后，仅在位一个多月便被统军使陈洪进废黜。陈洪进推举统军副使张汉思为清源军留后，自为节度副使（一作四门指挥使）。
963年（北宋建隆四年、乾德元年）四月，张汉思因不满实权被陈洪进掌握，谋杀陈洪进未遂，反被陈洪进废黜并软禁；陈洪进自称“权知泉南等州军府事”，请命于南唐，南唐任命陈洪进为清源军节度使、泉南等州观察使。

### 陈洪进时期
963年（北宋建隆四年、乾德元年）十月，陈洪进以“清源军节度副使、权知泉南等州军府事”的名义向北宋上表称臣；十二月，陈洪进的使者、衙将魏仁济（一作魏仁洛）抵达汴京，向北宋献上贡物。964年3月9日（北宋乾德二年正月廿三·庚子），北宋改清源军为平海军，封陈洪进为平海军节度使、泉漳等州观察使、检校太傅，赐号“推诚顺化功臣”。966年（北宋乾德四年），南州复称漳州。976年（北宋开宝九年、太平兴国元年），北宋加封陈洪进为检校太师。
掌书记徐昌嗣最先劝陈洪进归降北宋，陈洪进不听，还想杀掉徐昌嗣，徐昌嗣遂逃往汴京。莆田人陈应功、指挥使陈齐鹘和泉州别驾陈仁璧也劝陈洪进降宋。975年（北宋开宝八年），北宋灭南唐；976年（北宋开宝九年、太平兴国元年），吴越王钱俶前往汴京觐见宋太祖赵匡胤；这些事情发生后，陈洪进非常不安，派遣次子陈文颢前往汴京朝贡。宋太祖下诏命陈洪进入朝，行至南剑州，宋太祖刚好去世，陈洪进只好返回泉州为宋太祖发丧。977年（北宋太平兴国二年）五月，陈洪进再次动身前往汴京，在八月初抵达汴京面见宋太宗赵炅。但直到978年（北宋太平兴国三年）四月，陈洪进始终没有得到返回泉漳的批准，实际已被软禁。功曹参军刘昌言和陈洪进的姻亲詹琲都力劝陈洪进奉土归宋，陈洪进遂命詹琲撰《纳地表》（又作《纳土表》《献地表》），于6月3日（四月廿五·己卯）向北宋上表投降，史称“泉漳纳土”。随后，宋太宗下诏拆毁泉漳地区的三座城池；封陈洪进为武宁军节度使、同平章事，留于汴京，长子陈文显为通州团练使、权知泉州军府事，三子陈文𫖮为滁州刺史、知漳州；撤平海军，泉州和漳州转隶威武军（同年，威武军改置为两浙西南路）。

## 疆域
清源军（平海军）辖泉州和漳州（南州）2州、12县。
- 泉州：晋江县、南安县、清溪县、永春县、德化县、同安县、长泰县、莆田县、仙游县

- 漳州（南州）：龙溪县、漳浦县、龙岩县

其疆域相当于现今下列地区：
一、莆田市：下列除外的所有地区
- 980年由福州福清县划入兴化军兴化县：涵江区新县镇東部少数地区[6]。
- 1940年由福建省直辖南日特种区划入莆田县：秀屿区南日镇南日岛本島東半部以及本島東北方諸岛屿，清代属福州府福清县[7]。
- 1952年由永泰县划入仙游县：仙游县西苑乡北部少数地区。
- 1955年由永泰县划入仙游县：仙游县游洋镇西北部少数地区[8]。

二、三明市：大田县西部、南部之部分乡镇
- 1535年由漳州府漳平县划入延平府大田县：桃源镇、上京镇大部分地区。
- 1535年由泉州府德化县划入延平府大田县：武陵乡、谢洋乡。
- 1950年由德化县划入大田县：吴山镇 、济阳乡、屏山乡以及石牌镇少数地区。

三、泉州市、漳州市、厦门市、中華民國金門縣
- 全境。

四、龙岩市：新罗区、漳平市以及永定區南部部分乡镇
- 1950年由平和县划入永定县：湖山乡[9]。

## 人口
978年（北宋太平兴国三年），陈洪进纳土降宋时，平海军有人口151978户。

## 政治
清源军（平海军）于每年秋季在泉州举行进士、明经考试，称作“秋堂”，选拔人才为官。莆田人陈仁璧在“秋堂”考试中取得第一名，随即被留从效任命为晋江县令，后来又担任泉州别驾。莆田人徐昌嗣参加明经考试合格，得到秘书郎的职务，后来又被陈洪进提拔为掌书记。
陈洪进时期，每年都向北宋进贡，花费巨大；为筹集资金，规定平民捐资百万以上，可得到试协律郎或奉礼郎的官职，并免除劳役。

## 军事
清源军置统军使、统军副使，总管军旅，设军衙。
留从效时期，清源军有8000多名士兵。956年（南唐保大十四年，后周显德三年），南唐与后周争夺淮南之际，留从效允许南唐大臣潘承祐到境内招募士兵。
978年（北宋太平兴国三年），陈洪进纳土降宋时，平海军有18727名士兵。

## 外交
清源军（平海军）虽然保持自治，但在名义上是南唐和北宋的藩镇，使用它们的年号，接受它们赐予的封号。对邻近的吴越也持友好态度。
为求自保，清源军（平海军）多次向南唐和中原王朝（后周和北宋）进贡。959年（后周显德六年），留从效以别驾黄禹锡为使者，向后周进贡獬豸通犀带和数十斤龙脑香。960年（北宋建隆元年），留从效向北宋上表称藩，从此朝贡不断。961年（北宋建隆二年），留从效派遣侄子留绍𫓹向南唐献上大笔钱财，又派遣使者借道吴越向北宋进贡。963年（北宋乾德元年）十二月，陈洪进的使者、衙将魏仁济（一作魏仁洛）抵达汴京，向北宋献上一千两白金以及乳香、茶叶和药物各一万斤。

## 经济
留从效执政之初，泉州地广人稀，遂令士兵屯田，收游民耕地，围垦海滩，疏浚和增建水利工程，故“仓满岁丰”。手工业，特别是与海外贸易有关的陶瓷业、冶炼业、丝织业等，均得到较大的发展。还开拓大道，建造货栈，发展海外贸易。当时从泉州港运出陶瓷、钢铁等手工业品，销往阿拉伯、东非等地，运回象牙、犀角、玳瑁、明珠、乳香、樟脑等物。留从效废除苛捐杂税，使商人和民众可以自由贸易，做到货物充足，市无二价。当时，泉州城商业繁荣，号称“云屋万家，楼雉数里”。
为能随时锻造兵器，留从效坚持要在泉州城内建立铸冶基地。留从效在泉州城西设有“鼓铸处”，用鼓风冲天炉来冶铁铸造兵器。基于同样的理由，留从效还在永春、南安、惠安、晋江、安溪各地建有冶铁工坊，推动了泉州冶铁业的发展。960年（北宋建隆元年），德化县倚洋、赤水设立冶铁场，采矿炼铁。
963年（北宋建隆四年、乾德元年），陈洪进命军民在晋江县东部筑“锁海长堤”，围海造田，其地后得名“陈埭”。970年（北宋开宝三年），永春知县林滂开凿桃溪4个险滩，使晋江东溪从永春石鼓潭至泉州城可通舟楫。
陈洪进执政时，为求继续割据，每年都向北宋大量进贡，因此常向百姓征收重税，又命富人捐钱以免除徭役。而自己的子弟和亲戚，反而交相贿赂，泉、漳二州的百姓很是痛苦，最终导致978年（北宋太平兴国三年）底仙游县游洋洞人林居裔于仙游县百丈镇发动农民起义。

## 文化

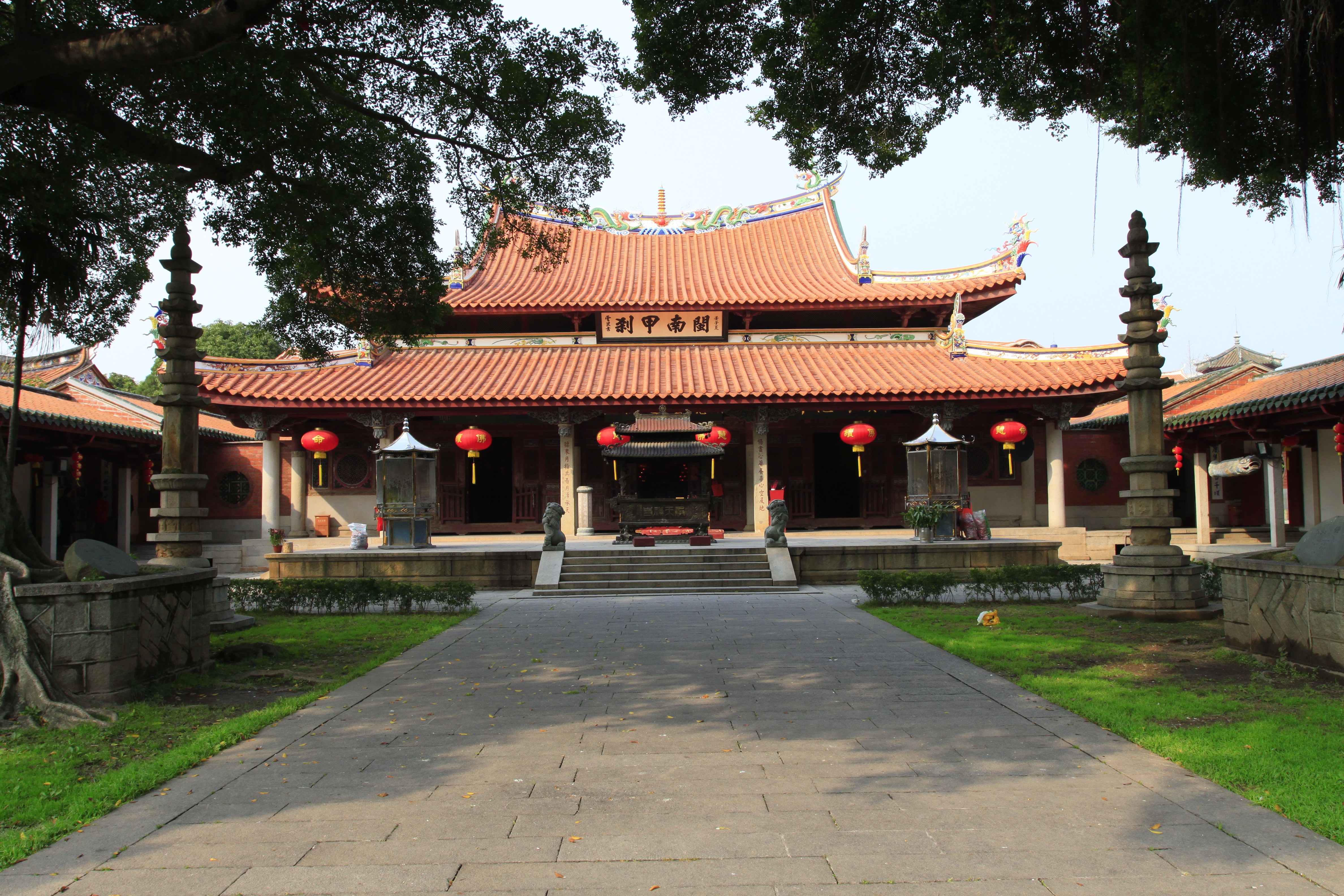
泉州承天寺，前身为晋江王、清源军节度使留从效的南园。

952年（南唐保大十年，后周广顺二年），泉州招庆院静、筠两位僧人合著《祖堂集》，为现存禅宗最古老的的灯录。954年（南唐保大十二年、后周显德元年），在泉州城内建南禅寺（即今承天寺），其址原为留从效的南园；南禅寺是当时泉州规模最大的寺院。965年（北宋乾德三年），南安县城内多火灾，为祈祷控制火灾，在陈洪进的倡议下，于九日山西峰镌造石佛，并留有纪事石刻。
973年（北宋开宝六年），晋江人谭峭在清源山紫泽洞修炼，著有《化书》。

## 城市
946年（南唐保大四年，后晋开运三年），开始在泉州“子城”内筑“衙城”，又重新筑造泉州“唐城”，开辟7个城门，城高1丈8尺，周长20里，称为“罗城”。又在泉州城环城遍植刺桐树，泉州始得“刺桐城”之名。965年（北宋乾德三年），拓建泉州城东北隅地。因泉州城东部和西部稍宽，中部稍窄，得名“葫芦城”。

## 历任统治者
| 肖像 | 姓名   | 主要职务 | 爵位            | 在位时间                          |
| ---- | ------ | --- | --------------- | --------------------------------- |
|      | 留從效 | 清源军节度使、泉漳等州观察使 | 鄂国公 → 晉江王 | 949年12月或950年1月—962年8月或9月 |
|      | 留紹鎡 | 清源军留后 |                 | 962年8月或9月—9月或10月           |
|      | 張漢思 | 清源军留后 |                 | 962年9月或10月—963年5月17日       |
|      | 陳洪進 | 清源军节度副使、权知泉南等州军府事（963年5月17日—963年） → 清源军节度使、泉南等州观察使（963年—964年3月9日） → 平海军节度使、泉漳等州观察使（964年3月9日—978年6月3日） |                 | 963年5月17日—978年6月3日          |

## 重要人物
- 留从愿（南州刺史）
- 留绍𫓹
- 留居道（泉州招讨使 → 判莆田县事 → 知莆田县事）
- 蔡仲赟（衙将）
- 黄禹锡（兵部员外郎、检校尚书 → 检校尚书、水部郎中兼莆田县令）
- 魏仁济（一作魏仁洛，衙将）
- 陈铦（泉州都指挥使 → 漳州刺史）
- 陈文显（署左神机指挥使 → 泉州马步军都军使、右军押衙 → 平海军节度副使、检校太保）
- 陈文颢（泉州右军散兵马使、衙内都指挥使 → 权知漳州 → 漳州刺史 → 署行军司马）
- 陈文𫖮（泉州衙内都指挥使、知漳州）
- 陈文顼（泉州衙内都校 → 泉州衙内都监使 → 泉州衙内都监使、领顺州刺史）
- 陈应功
- 陈齐鹘（指挥使）
- 陈仁璧（晋江县令 → 泉州别驾）
- 刘昌言（功曹参军）
- 詹敦仁（小溪场监 → 清溪县令）
- 詹琲
- 王直道（清溪县令）
- 徐居让（清溪县令）
- 徐熙
- 林滂（知永春县事）
- 徐昌嗣（秘书郎 → 掌书记）
- 徐昌图
- 陈仁愿